# كاميل بورتنيتشوك
كاميل بورتنيتشوك (بالبولندية: Kamil Bortniczuk)‏ (من مواليد 11 يونيو 1983 في جوتشوزازي، بولندا) سياسي بولندي، يشغل منصب وزير الرياضة والسياحة البولندي منذ أكتوبر 2021.